# 突角瘿螨属
突角瘿螨属（学名：Tumescoptes）为瘿螨科的一个属。

## 下级分类
本属包括以下物种：
- 棕榈突角瘿螨 Tumescoptes trachycarpi Keifer